# Préfecture de Tchamba
 (novembre 2021).
Si vous disposez d'ouvrages ou d'articles de référence ou si vous connaissez des sites web de qualité traitant du thème abordé ici, merci de compléter l'article en donnant les références utiles à sa vérifiabilité et en les liant à la section « Notes et références ».

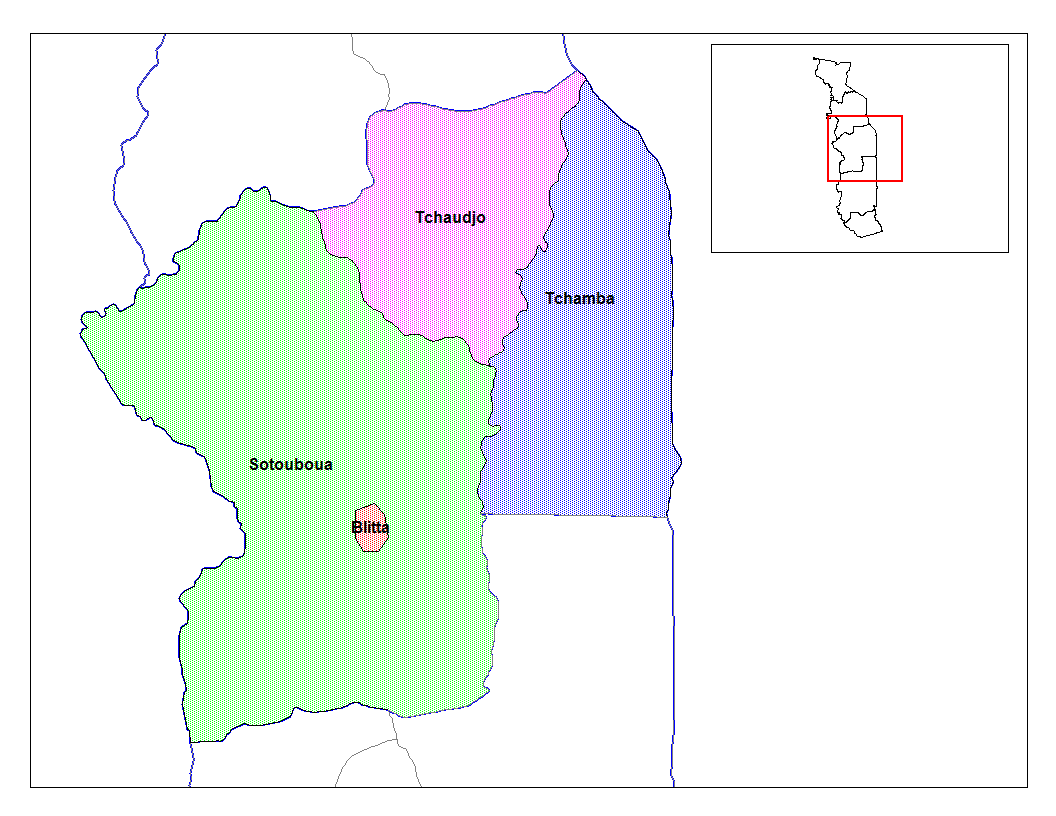

La préfecture de Tchamba est une préfecture du Togo de la Région centrale.

## Géographie

### Administration
Elle compte 11 cantons (Kri-Kri, Tchamba, Balanka, Alibi, Koussountou, Larini, Goubi, Kaboli, Bago, Kouloumi, Affem) et se trouve dans la région centrale et dans la zone écologique III du Togo. Elle s’étend entre 8°49  de latitude Nord et 1°25 de longitude Est,.

### Localisation
D’une superficie d’environ 22 km², la préfecture de Tchamba est limitée :
- au Nord et Nord-Ouest par la préfecture de Tchaoudjo ;
- au Sud par la préfecture de l’Est-Mono ;
- au Sud-Ouest par la préfecture de Sotouboua ;
- à l’Est par le Bénin.

### Écologie
La préfecture dispose de plusieurs aires protégées :
- Forêt communautaire d'Alibi 1
- Réserve de faune d'Abdoulaye

## Démographie
La population de la préfecture de Tchamba, selon les résultats du recensement général de la population et de l’habitat en 2010, est de 131 674 habitants, soit une densité moyenne de 42 habitants par km².